# Jeanne-Louise-Françoise de Sainte-Amaranthe

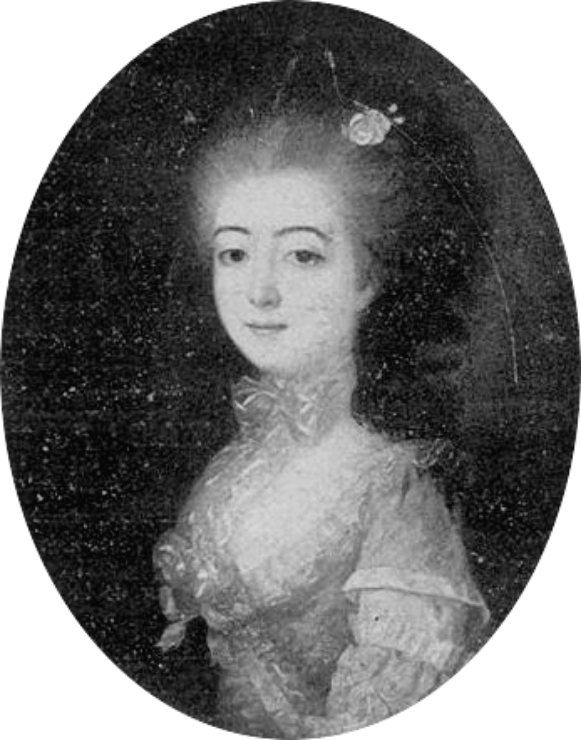
Jeanne-Louise-Françoise de Sainte-Amaranthe

Jeanne-Louise-Françoise de Sainte-Amaranthe, född 16 maj 1751 i Saintes, död 17 juni 1794 i Paris, var en fransk salongsvärd. Hon avrättades av politiska skäl under skräckväldet.

## Biografi
Dotter till generallöjtnant Etienne-Louis Desmier d'Archiac, markis de St Simon (1709-1798), och Jeanne-Louise-Françoise Desmier. Hon gifte sig 1771 med den icke adlige Sieur de Saint Davasse-Amarand, som emigrerade till Spanien efter att ha ruinerat sig på spel och lämnade henne utblottad i Paris med två barn. 

### Salong
Hon fick en beskyddare i Louis François de Bourbon, som betalade en våning åt henne, där hon öppnade en salong. Hon hade flera förhållanden, bland annat ett med finansiären Joseph Aucan. Hon antog under denna tid namnet "Sainte-Amaranthe". 
Hennes salong fungerade även som en lokal för spel, något som då var mycket populärt tack var det mode som initierats av drottning Marie-Antoinette, och Sainte-Amaranthes salong blev en populär spellokal. Hon övertalades 1792 att introducera ett nytt spel, "50" i sin lokal i  Palais-Royal, i kompanjonskap med Génois Persico, Laborde de Méréville och Charles de Sartines. Hennes salong var under denna tid ett centrum för Paris societet. I hennes salong mottogs såde adelsmän som revolutionärer, och bland gästerna fanns François Chabot, Charles Nicolas Osselin, greven av Tilly och skådespelaren Fleury. På grund av Septembermorden 1792 tillbringade hon tre veckor i Bordeaux, där hennes dotter Charlotte-Émilie-Rose gifte sig med greve de Sartines. De återvände sedan till Paris. 

### Franska revolutionen
Vid sin återkomst blev Sainte-Amaranthe arresterad och anklagad för att ha gjort sin salong till ett centrum för kontrarevolutionära aktiviteter. Vid rättegången påpekades det att hennes salong var en samlingspunkt för personer som misstänktes vara kontrarevolutionärer och som hade kopplingar till den gamla regimen, som bland andra Miromesnil, som var tredje son till en tidigare minister åt Ludvig XVI, kurfurstendömet Sachsens ambassadör och prinsessan av Nassau. Vittnen gav omdömet att hon inte var republikan, och att det i hennes salong fördes diskussioner som inte kunde sägas vara "patriotiska", och hon anklagades för att ha deltagit i planer på en kontrarevolution. Hennes salong jämfördes vid rättegången med "spelrummet i Versailles". Pierre Chretien framhöll att hon hade bedrivit hasardspel och att hennes hus var ett centrum för "kontrarevolutionärer och skurkar", och hon dömdes till döden för landsförräderi. På rekommendation av Bertrand Barrère och Mark Vadier Alexis arresterades även hennes dotter Charlotte-Émilie-Rose och hennes sextonårige son Louis de Sainte-Amaranthe och dömdes medskyldiga till konspiration med utlandet. När dottern och sonen fördes till henne i fängelset inför avrättningen ska dottern enligt uppgift ha utbrustit: "Åh, mamma! Vi har kommit för att dö med dig!". De avrättades alla tre med giljotin.